# Sztrezsevo
Sztrezsevo (macedónul: Стрежево) település Észak-Macedóniában, a Pelagonijai körzet Bitolai járásában.

## Népesség
| Lakosok száma | 366  | 361  | 356  | 263  |      |
|               | 1948 | 1953 | 1961 | 1971 | 2002 |

2002-ben lakatlan település.